# La Dehesa
La Dehesa es un barrio de la comuna de Lo Barnechea, al noreste del casco urbano de Santiago de Chile. Se trata de un sector de reciente urbanización, habitado por familias de altos ingresos, siendo uno de los sectores más exclusivos de la capital así como del país.

## Historia

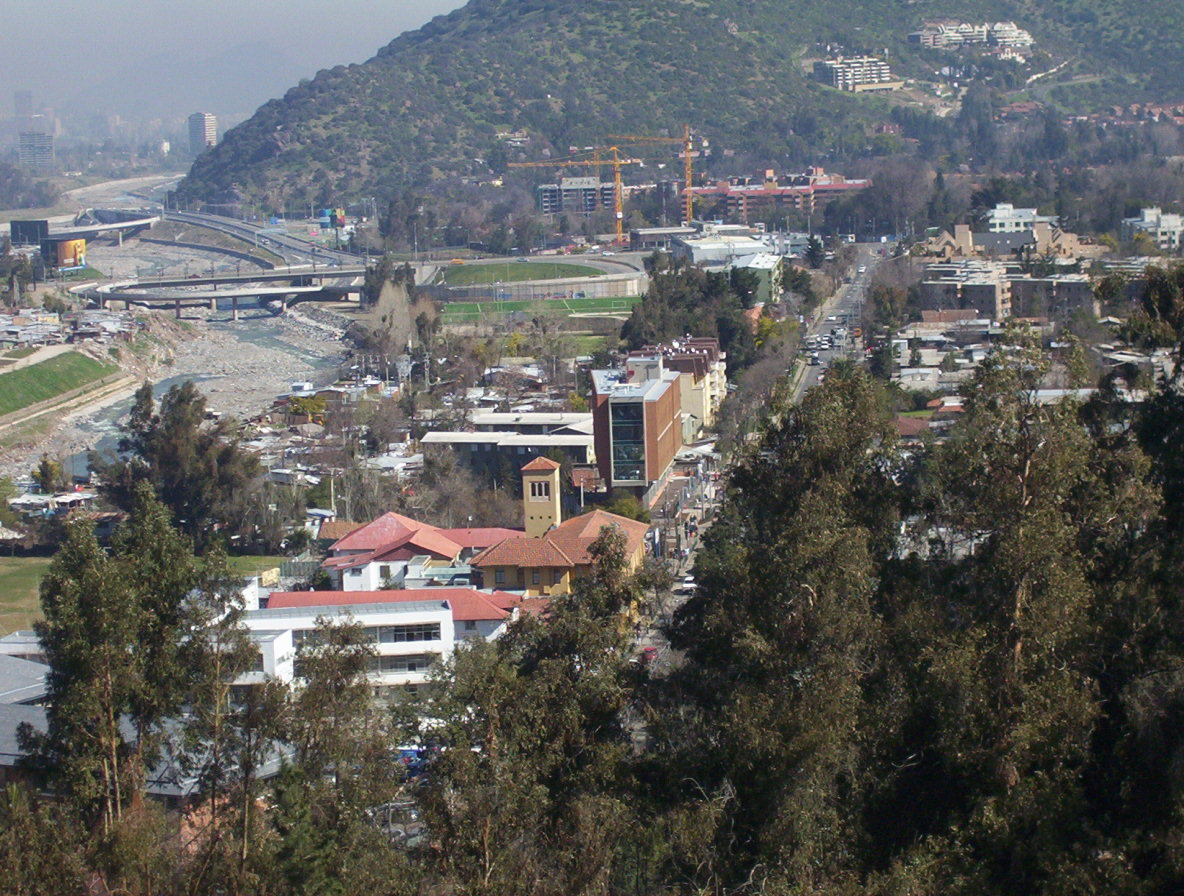
Pueblo de Lo Barnechea visto desde la cima del cerro 18. Se observa la parroquia, el río Mapocho y el cerro Alvarado al fondo

De acuerdo a investigaciones, se cree que en la cuenca de Santiago se establecieron los primeros grupos humanos cerca del 10.000 a. C., los cuales eran principalmente nómadas cazador-recolectores, que transitaban desde el litoral hacia el interior en búsqueda de guanacos durante la época de los deshielos cordilleranos. Cerca del año 800, comenzaron a instalarse los primeros habitantes sedentarios debido a la formación de comunidades agrícolas junto al río Mapocho, principalmente de poroto, papa y maíz, y la domesticación de los auquénidos de la zona.

### Periodo agroalfarero temprano
Ya en 1964 se relatan hallazgos de material arqueológico en la zona. En tareas de recolección superficial en el potrero "B" de La Dehesa registraron cerámica negra pulida y Aconcagua Salmón, torteros, cuentas de collar, cinco tembetás con forma discoidal con aletas, cilíndrico corto y de tarugo, tres orejeras, l0 fragmentos de tubos de pipa y una pipa fragmentada descrita como "típicamente araucana"
Durante las construcciones de la zona de La Dehesa (El Gabino y avenida Santa Blanca) se detectaron varios yacimientos arqueológicos que correspondían a ocupaciones monocomponentes con uno o más enterratorios adscribibles al Período
Algroalfarero Temprano y en específico a la denominada Tradición Bato.
La relevancia de estos hallazgos, radica en que modifican notoriamente, la visión de un
patrón de asentamiento con una orientación eminentemente costera para el fenómeno Bato;
y confirman un patrón para las prácticas mortuorias de la Tradición Bato,
De este período también se encontraron túmulos rocosos o “casas de piedra”, en el borde e interior precordillerano, como en la Dehesa y El Arrayán de la cuenca del Mapocho, o Estero Cabeza de León o El Manzano, en el Cajón del Maipo.

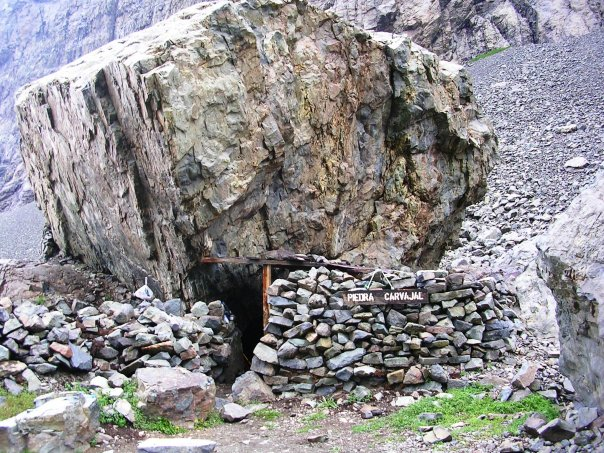
Casa de Piedra Carvajal en la cordillera Lo Barnechea

Un ejemplo de estas es la Casa de Piedra Las Quiscas , construcción del Período Agroalfarero Intermedio Tardío que se encuentra en el Estero Las Hualtatas, La Dehesa , Chile.

### País promaucae y dominio inca
Las aldeas establecidas en la zona pertenecían a grupos picunches (mapudungún: Pikun: Norte y Che : Gente) o promaucaes (quechua: gente salvaje), sometidos al Imperio inca desde fines del siglo XV y comienzos del siglo XVI. Los incas establecieron en el valle algunos mitimaes, siendo el principal uno instalado en el centro de la actual ciudad, santuarios como la huaca de Chena y el santuario del cerro El Plomo. La zona habría servido como base para las expediciones incásicas hacia el sur y como nudo vial del Camino del Inca. Desde este ( actual trazado de camino a Los Andes, Colina Avda. Independencia , calle Puente, Paseo Ahumada, Calle Arturo Prat, Avda José Miguel Carrera ("Gran Avenida") , Camino a Nós , y Carretera 5 sur . En el lugar que hoy ocupa la Estación Mapocho , estaba el Tambo Inca de la zona. Desde ahí y siguiendo la Avenida Andrés Bello, Avenida Providencia, Apoquindo, Avenida Las Condes, Camino Farellones , Corral Quemado, hasta la actual Mina La Disputada de Las Condes, estaba el camino inca llamado Camino de Las Minas , sobre el cual se desarrolló la ocupación posterior , española y chilena de la zona oriente de Santiago.

### Conquista española

#### Expulsión de los huaicoches
Al crear Santiago de Nueva Extremadura, Pedro de Valdivia efectuó el primer acto expropiatorio al Longko Huelen Huala, realizado en 1541 para la fundación de Santiago. La fundación de Santiago fue el primer acto de usurpación legal de tierras mapuche, el que se acompañado por el despojo de los Lof Mapu de los indios Huaicoches Wayko , huayco o huaico de la (lengua quechua wayqu Lugar de Huaicos aluvión o inundación rápida Mapudungún Che : gente del lugar de huaicos o inundaciones masivas ) que tenían sus posesiones en las tierras ubicadas en las riberas del río Mapocho, las que se comenzaron a denominar La Dehesa del Rey. Los Guaicoches después del desalojo, fueron llevados a Tango, luego los trasladados a Peñalolén y finalmente se le adjuntó al pueblo de indios de Apoquindo.

#### Los españoles se adueñan de las tierras
En 1583 el Cabildo de Santiago cedió a Francisco Páez de la Serna una porción de tierra que comprendía desde la actual Parroquia Santa Rosa de Lo Barnechea hasta la Quebrada del Ají , comprendiendo 10 hectáreas planas. La casa del patrón se encontraba en el actual Colegio San Esteban.
Paso de mano en mano en los años siguientes. Entre sus dueños se encontraron :
- Jerónima Justiniano
- Diego Rutal
- Mateo de Lepe
- Descendientes de Lepe hasta
- Pedro Antonio de Lepe
- José Antonio Bonechea

#### José Antonio Bonechea
Apenas se instaló en el caseron del predio en 1771 , Bonechea comenzó con problemas con su vecino el Conde de Sierra Bella, propietario de lo que es actualmente La Dehesa tratando de falsificar sus derechos de propiedad demostrando un pergamino falsificado de 1585 que demostraba que sus 10 hectáreas eran realmente 100 ha , ya que se le había borrado un cero. Pero el escribano que lo falsificó cometió errores imperdonables:
- Ascendió a Pedro de Valdivia de Capitán General a General a secas.
- Hizo a Páez de la Serna íntimo amigo de Valdivia en circunstancias de que no llegaba a Chile cuando Valdivia murió.
- La firma del escribano Toro Mazotte no era ni similar.

No contento con este juicio, hizo aparecer otro pergamino en el que Diego Rutal compraba la hacienda a doña Jerónima pero con límites más anchos. La letra era la misma del documento anterior y el escribano se saltó el detalle que dona Jerónima no sabía firmar de acuerdo a los documentos de la época. Este engaño también se descubrió
Cuando el Juez Losada procedió a tapar una acequia de la Hacienda Las Condes , que Bonechea ocupaba ilegalmente , éste procedió a insultarlo en plena audiencia, insultando hasta el sacerdote que oficiaba de abogado del conde de Sierra Bella. Lo acusó de contumelioso sentenciándolo al pago de $50 de la época.
Durante 80 convulsos años estuvo la Hacienda en su propiedad hasta que en 1862 se la compró Francisco de Paula Barrenechea.

### Pueblo de Lo Barnechea

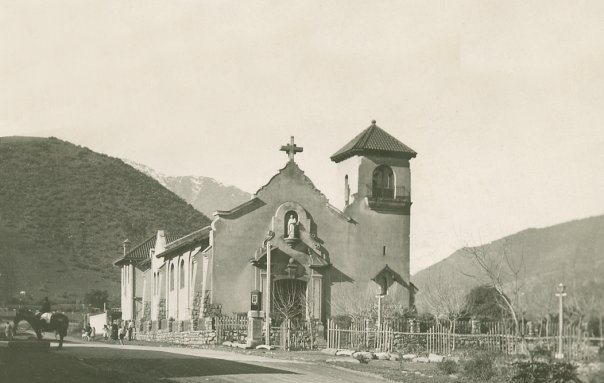
Parroquia Santa Rosa de Lo Barnechea en 1900

Los orígenes del pueblo de Lo Barnechea datan del siglo XIX (1862). En este periodo adquiere su nombre producto de la deformación del apellido de Francisco de Paula Barrenechea, propietario de una gran hacienda del sector, padre del diputado del Partido Radical Manuel J. Barrenechea Naranjo. De Paula era nieto de Pedro Barrenechea, prominente oficial militar de una tradicional familia de Concepción y que se destacó en la Independencia y posteriormente como diputado de ideas liberales. Francisco de Paula permitió el asentamiento de inquilinos en sus terrenos.

### Relación con la mina La Disputada
El pueblo de Lo Barnechea fue parada obligada de las recuas de mulas que trasladaban el material desde la Mina La Disputada a Santiago. Esto permitió que su actividad económica creciera y que sus mineros, junto con inquilinos, se asentaran gradualmente en la zona.

### Diccionario Geográfico de Chile (1897)
Dehesa (La).-—Fundo situado en el departamento de Santiago á unos 18 kilómetros hacia el E. de su capital y contiguo al de Las Condes, ocupando parte del abra en las faldas de los Andes por la que baja el río Mapocho. Ha sido de antiguo un importante propio de la municipalidad de Santiago.
Francisco Solano Asta-Buruaga y Cienfuegos, Diccionario Geográfico de la República de Chile (1897 ) 

### Continúa la subdivisión
En 1914 se iniciaron una serie de divisiones administrativas que conllevaron al asentamiento de personas en sectores como Farellones y Yerba Loca.

### Creación de la Comuna

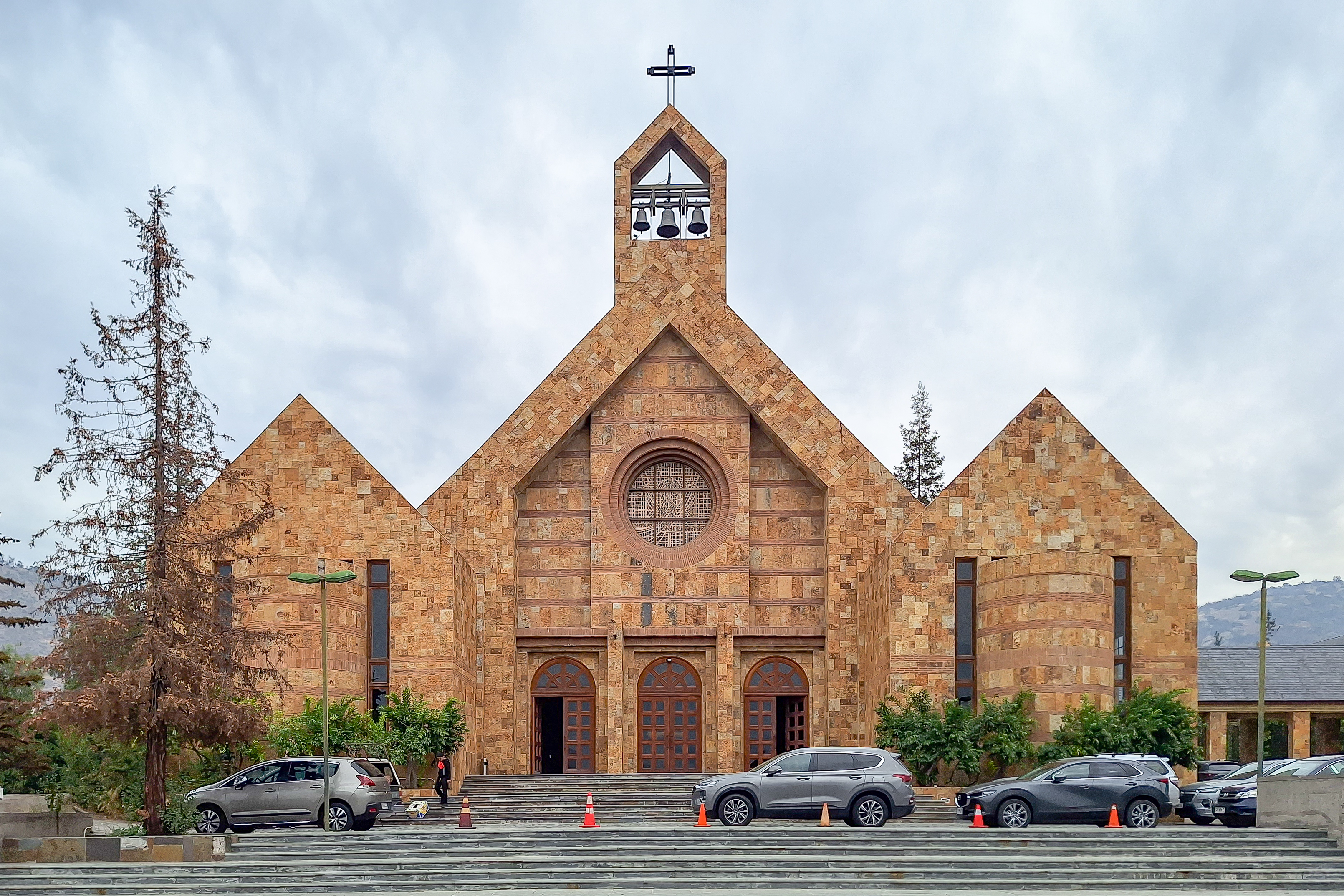
Parroquia M.Madre de la Misericordia

La comuna de Lo Barnechea fue creada el 9 de marzo de 1946, como parte de una subdivisión administrativa de la comuna de Las Condes.
Actualmente la comuna se divide en diferentes sectores que han tomado fuerza a lo largo del tiempo, incluso plasmados en el plano regulador comunal. Lo Barnechea se divide en:
- Pueblo Lo Barnechea : casco del antiguo pueblo ordenado sobre la base de las callejuelas de las familias clásicas.
- Cerro 18 Norte.
- Cerro 18 Sur.
- Población Nebraska.
- La Ponderosa: por el Rancho de la serie de TV Bonanza, sus calles recuerdan a miembros de ella.
- San Lucas.
- Las Rosas.
- La Dehesa: la antigua tierra de los huaycoches , usurpada por los españoles y denominada La Dehesa del Rey.
- Los Trapenses: recuerda al Convento de la Orden Trapense , que existió allí hasta los 90s. Muchas de sus calles llevan los nombres de sacerdotes de la Orden como Ted Huard.
- El Arrayán
- La Ermita
- Población Juan Pablo II: recuerda la visita a Chile del Papa Juan Pablo II en 1987 .
- Los Nogales.

### Inundaciones de 1982
El año 1982 el río Mapocho subió mucho de nivel tras las lluvias, inundando las poblaciones ribereñas de Lo Barnechea, generando gran cantidad de albergados y desplazamientos de población. Las mismas áreas que se inundaron fueron rápidamente pobladas con edificios nuevos en el lugar de inundaciones rápidas del río.

## Ubicación
Este sector se ubica en la precordillera, en un pequeño valle rodeado de montañas al que se accede cruzando el Río Mapocho. Es uno de los lugares más alejados del centro de Santiago. Debido a su cercanía a la Cordillera de los Andes es común que en invierno nieve, lo que prácticamente no sucede en el resto de la ciudad.
Se accede a través de Santa María de Manquehue que comprende Gran Vía y Santa Teresita. Además se puede llegar por puente La Dehesa, por Puente Viejo y Cerro 18, este último emplazado en una población de muy escasos recursos limítrofe con La Dehesa. Por último se puede ingresar por la autopista Costanera Norte.
Sus principales avenidas son:
Avenida Camino Los Trapenses, Avenida La Dehesa y Avenida Huinganal.
La Dehesa cuenta con los centros comerciales Portal La Dehesa, Espacio Urbano La Dehesa y Paseo Los Trapenses, además de diversos strip centers. También, está cercano a recintos privados de salud, como la Clínica Alemana de Santiago.